# Runcinia multilineata
Runcinia multilineata är en spindelart som beskrevs av Roewer 1961. Runcinia multilineata ingår i släktet Runcinia och familjen krabbspindlar.
Artens utbredningsområde är Senegal. Inga underarter finns listade i Catalogue of Life.